# Élections à la Chambre de commerce, d'industrie et d'agriculture de 1963 aux Nouvelles-Hébrides
Les élections à la Chambre de commerce, d'industrie et d'agriculture ont eu lieu aux Nouvelles-Hébrides en 1963. Ce sont les premières élections de l'histoire du territoire.

## Contexte
Un conseil consultatif a été créé en 1958, avec l'ensemble des membres nommés. Une chambre de commerce, d'industrie et d'agriculture de 20 membres a ensuite été créée en 1963, avec 12 membres nommés par les Commissaires-résidents britanniques et français (huit parmi la population indigène et quatre européens) et huit membres européens élus; quatre du secteur agricole et quatre du secteur du commerce et de l'industrie. Le droit de vote était limité aux personnes détenant une licence commerciale, et a seulement 230 personnes environ, majoritairement européens.

## Résultats
| Type                                     | Membre              |
| ---------------------------------------- | ------------------- |
| Élus européens (agriculture)             | Gabriel des Granges |
| Élus européens (agriculture)             | J. Ratard           |
| Élus européens (agriculture)             | H. Russet           |
| Élus européens (agriculture)             | K. Solway           |
| Élus européens (commerce et industrie)   | J. Chauveau         |
| Élus européens (commerce et industrie)   | L. Leca             |
| Élus européens (commerce et industrie)   | G. Meyer            |
| Élus européens (commerce et industrie)   | J. Stegler          |
| Européens nommés (agriculture)           | P. Lutgen           |
| Européens nommés (agriculture)           | G. Seagoe           |
| Européens nommés (commerce et industrie) | DJ Gubbay           |
| Européens nommés (commerce et industrie) | J. Villemont        |
| Autochtones nommés                       | Ati                 |
| Autochtones nommés                       | André Carlot        |
| Autochtones nommés                       | Franc               |
| Autochtones nommés                       | Garae               |
| Autochtones nommés                       | John Kalsakau       |
| Autochtones nommés                       | Jean-Marie Léyé     |
| Autochtones nommés                       | Tom Tipoloamata     |
| Autochtones nommés                       | À                   |
| Source: Iles du Pacifique mensuel        |                     |

## Conséquences
La Chambre s'est réunie pour la première fois à Port Vila le 14 juin 1963.
En 1964, le Conseil consultatif fut reconstitué pour inclure quatre membres élus par la Chambre de commerce, d'industrie et d'agriculture (deux britanniques et deux français) et quatre élus par les quatre conseils de district. Guichard, Leca (français), Seagoe et Solway (britannique) ont été élus par la Chambre, tandis que John Kalsakau (Central 1), Joseph d'Uripiv (Central 2), Michael Ala (Nord) et Jean-Marie Léyé (Sud) ont été élus par les conseils de district.